# Michal Tonar
Michal Tonar (* 23. září 1969, Plzeň, Československo) je bývalý československý házenkář. Po skončení aktivní kariéry působí jako trenér. Ligovými házenkáři jsou i jeho synové Michal a Jakub.
Reprezentoval na letních olympijských hrách v Barceloně v roce 1992, kde československý výběr skončil na 9. místě. Nastoupil v 5 utkáních a dal 21 gólů. Na klubové úrovni hrál za Plzeň, Duklu Praha, na Islandu za HK Kópavogur a v Německu za Aue.